# Menoge
Die Menoge ist ein Gebirgsfluss in Frankreich, der im Département Haute-Savoie in der Region Auvergne-Rhône-Alpes verläuft. Sie entspringt etwa 10 Kilometer südlich des Genfersees in einem Hochtal, im Gemeindegebiet von Habère-Poche. Die Quelle befindet sich knapp unterhalb des Col des Moises, am Rande eines Segelfluggeländes. Die Menoge entwässert zunächst in südwestlicher Richtung durch das Vallée Verte, schwenkt dann nach Westen und mündet nach rund 30 Kilometern im Gemeindegebiet von Vétraz-Monthoux, im Großraum Annemasse, als rechter Nebenfluss in die Arve. 

## Orte am Fluss
- Habère-Poche
- Habère-Lullin
- Villard
- Burdignin
- Boëge
- Saint-André-de-Boëge
- Fillinges
- Bonne
- Vétraz-Monthoux